# Тицинии
Тициниите (Titini) са плебейска фамилия (gens Titinia). По времето на децемвирите те стават консули.
Известни от тази фамилия:
- Марк Тициний, трибун 449 пр.н.е.
- Секст Тициний, трибун 439 пр.н.е.
- Луций Тициний Панза Сак, консулски военен трибун 400 и 396 пр.н.е.
- Марк Тициний, magister equitum 302 пр.н.е. на диктатор Гай Юний Бубулк Брут
- Гай Тициний Гадей, вожд в бунта на робите в Сицилия
- Марк Тициний, легат
- Тициний, поет
- Гней Октавий Тициний Капитон, писател 2 век